# Geliebte des Regens
Geliebte des Regens è il terzo album della band black metal Nargaroth pubblicato nel 2003.

## Tracce
1. Introduction - Calling the Rain – 3:58
2. Manchmal wenn Sie schläf – 17:40
3. Wenn Regen Liebt (Zwiegespräch mit Mir) – 11:58
4. Von Scherbengestalten und Regenspaziergang (Vision eines Realen Todes) – 11:51
5. Manchmal wenn Sie schläft (In Musikalisch Differenter und Kristalliner Lebensform) – 17:16
6. Outro – Leb’ wohl – 10:18